# Duomitus ceramicus
Duomitus ceramicus es una polilla de la familia Cossidae. Prefiere las tierras bajas y se considera una plaga del árbol teca por hacer agujeros en el tronco en los árboles.

## Alimentación
Se alimenta de especies como Callicarpa, Clerodendrum, Gmelina, Tectona (Verbenaceae), Erythrina, Sesbania (Leguminosae), Spathodea (Bignoniaceae) y Duabanga (Sonneratiaceae).

## Distribución
Se encuentra en China (Yunnan), Malasia e India, el sur de Sumatra, Ceram, Nueva Guinea, Papúa Nueva Guinea, islas Salomón y Australia.